# Provincia di Huambo
La provincia di Huambo è una delle 18 province dell'Angola. Si trova nella parte centrale del paese, a circa 450 km da Luanda. Prende il nome dal suo capoluogo Huambo ed ha una superficie di 34.274 km² ed una popolazione di 2.490.277 (stima del 2009).

## Geografia fisica
La provincia di Huambo è situata nella parte centrale dell'Angola e confina a nord-ovest con quella di Cuanza Nord, a nord-est ed est con la provincia di Bié, a sud con quella di Huíla e a ovest con quella di Benguela.

## Geografia antropica
La provincia di Huambo è suddivisa in 11 municipi e 36 comuni.

### Municipi
- Bailundo, Caála, Ekunha, Huambo, Katchiungo, Londuimbali, Longonjo, Mungo, Tchicala Tcholohanga, Tchindjendje, Ukuma

### Comuni
- Alto – Uama, Bailundo, Bimbe, Chiaca, Chinhama, Chinjenje, Chipipa, Chiumbo, Huambo, Kaála, Kachiungo, Kakoma, Kalenga, Kalima, Kambuengo, Katabola, Katata, Kuima, Lépi, Londuimbali, Longonjo, Lunge, Mbave, Mungo, Sambo, Tchipeio, Thicala Yhilohanga, Ukuma, Ussoke, Hengue-Caculo, Ecuma, Tchiahana, Chilata, Tchiumbo, Hungulo, Mundundo.